# Intertoto-Cup 1991
Der 25. Intertoto-Cup wurde im Jahr 1991 ausgespielt. Das Turnier wurde mit 39 Mannschaften ausgerichtet.

## Gruppenphase

### Gruppe 1
| Pl. | Verein                | Sp. | S | U | N | Tore    | Diff. | Punkte |
| --- | --------------------- | --- | - | - | - | ------- | ----- | ------ |
| 1.  | Neuchâtel Xamax       | 6   | 4 | 2 | 0 | 014:300 | +11   | 10:20  |
| 2.  | ŠK Slovan Bratislava  | 6   | 1 | 3 | 2 | 010:110 | −1    | 05:70  |
| 3.  | Malmö FF              | 6   | 0 | 5 | 1 | 005:600 | −1    | 05:70  |
| 4.  | Tatabányai Bányász SC | 6   | 1 | 2 | 3 | 005:140 | −9    | 04:80  |

|                       | Schweiz | Tschechoslowakei | Schweden | Ungarn |
| --------------------- | ------- | ---------------- | -------- | ------ |
| Neuchâtel Xamax       |         | 2:2              | 0:0      | 5:0    |
| ŠK Slovan Bratislava  | 0:2     |                  | 1:1      | 4:2    |
| Malmö FF              | 1:2     | 2:2              |          | 0:0    |
| Tatabányai Bányász SC | 0:3     | 2:1              | 1:1      |        |

### Gruppe 2
| Pl. | Verein          | Sp. | S | U | N | Tore    | Diff. | Punkte |
| --- | --------------- | --- | - | - | - | ------- | ----- | ------ |
| 1.  | Lausanne-Sports | 6   | 5 | 0 | 1 | 022:700 | +15   | 10:20  |
| 2.  | Lyngby BK       | 6   | 4 | 0 | 2 | 016:120 | +4    | 08:40  |
| 3.  | Zagłębie Lubin  | 6   | 2 | 1 | 3 | 009:170 | −8    | 05:70  |
| 4.  | IFK Norrköping  | 6   | 0 | 1 | 5 | 008:190 | −11   | 01:11  |

|                 | Schweiz | Danemark | Polen | Schweden |
| --------------- | ------- | -------- | ----- | -------- |
| Lausanne-Sports |         | 4:1      | 8:1   | 3:1      |
| Lyngby BK       | 3:1     |          | 3:0   | 3:1      |
| Zagłębie Lubin  | 1:3     | 3:0      |       | 2:1      |
| IFK Norrköping  | 0:3     | 3:6      | 2:2   |          |

### Gruppe 3
| Pl. | Verein              | Sp. | S | U | N | Tore    | Diff. | Punkte |
| --- | ------------------- | --- | - | - | - | ------- | ----- | ------ |
| 1.  | SV Austria Salzburg | 6   | 4 | 2 | 0 | 007:200 | +5    | 10:20  |
| 2.  | Hallescher FC       | 6   | 3 | 1 | 2 | 013:600 | +7    | 07:50  |
| 3.  | Váci Izzó MTE       | 6   | 2 | 1 | 3 | 008:110 | −3    | 05:70  |
| 4.  | Ikast FS            | 6   | 1 | 0 | 5 | 004:130 | −9    | 02:10  |

|                     | Osterreich | Deutschland | Ungarn | Danemark |
| ------------------- | ---------- | ----------- | ------ | -------- |
| SV Austria Salzburg |            | 0:0         | 1:1    | 2:0      |
| Hallescher FC       | 0:1        |             | 5:1    | 5:2      |
| Váci Izzó MTE       | 1:2        | 2:1         |        | 2:0      |
| Ikast FS            | 0:1        | 0:2         | 2:1    |          |

### Gruppe 4
| Pl. | Verein                   | Sp. | S | U | N | Tore    | Diff. | Punkte |
| --- | ------------------------ | --- | - | - | - | ------- | ----- | ------ |
| 1.  | FK Dukla Banská Bystrica | 6   | 5 | 0 | 1 | 011:300 | +8    | 10:20  |
| 2.  | Silkeborg IF             | 6   | 4 | 0 | 2 | 013:900 | +4    | 08:40  |
| 3.  | Hammarby IF              | 6   | 2 | 0 | 4 | 008:120 | −4    | 04:80  |
| 4.  | Energie Cottbus          | 6   | 1 | 0 | 5 | 004:120 | −8    | 02:10  |

|                          | Tschechoslowakei | Danemark | Schweden | Deutschland |
| ------------------------ | ---------------- | -------- | -------- | ----------- |
| FK Dukla Banská Bystrica |                  | 2:0      | 0:1      | 1:0         |
| Silkeborg IF             | 1:4              |          | 4:1      | 4:1         |
| Hammarby IF              | 1:2              | 1:3      |          | 3:0         |
| Energie Cottbus          | 0:2              | 0:1      | 3:1      |             |

### Gruppe 5
| Pl. | Verein           | Sp. | S | U | N | Tore    | Diff. | Punkte |
| --- | ---------------- | --- | - | - | - | ------- | ----- | ------ |
| 1.  | Boldklubben 1903 | 6   | 5 | 0 | 1 | 013:500 | +8    | 10:20  |
| 2.  | FK Austria Wien  | 6   | 4 | 0 | 2 | 009:600 | +3    | 08:40  |
| 3.  | Djurgårdens IF   | 6   | 1 | 1 | 4 | 005:800 | −3    | 03:90  |
| 4.  | SKP Union Cheb   | 6   | 1 | 1 | 4 | 002:100 | −8    | 03:90  |

|                  | Danemark | Osterreich | Schweden | Tschechoslowakei |
| ---------------- | -------- | ---------- | -------- | ---------------- |
| Boldklubben 1903 |          | 1:0        | 2:3      | 3:0              |
| FK Austria Wien  | 1:3      |            | 1:0      | 4:1              |
| Djurgårdens IF   | 1:2      | 1:2        |          | 0:0              |
| SKP Union Cheb   | 0:2      | 0:1        | 1:0      |                  |

### Gruppe 6
| Pl. | Verein                  | Sp. | S | U | N | Tore    | Diff. | Punkte |
| --- | ----------------------- | --- | - | - | - | ------- | ----- | ------ |
| 1.  | Grasshopper Club Zürich | 4   | 2 | 1 | 1 | 005:500 | ±0    | 05:30  |
| 2.  | Siófoki Bányász SE      | 4   | 1 | 2 | 1 | 008:600 | +2    | 04:40  |
| 3.  | BK Frem København       | 4   | 1 | 1 | 2 | 008:100 | −2    | 03:50  |

|                         | Schweiz | Ungarn | Danemark |
| ----------------------- | ------- | ------ | -------- |
| Grasshopper Club Zürich |         | 1:0    | 3:2      |
| Siófoki Bányász SE      | 1:1     |        | 3:3      |
| BK Frem København       | 2:0     | 1:4    |          |

Der  NK Olimpija Ljubljana zog sich während des Turniers zurück.

### Gruppe 7
| Pl. | Verein             | Sp. | S | U | N | Tore    | Diff. | Punkte |
| --- | ------------------ | --- | - | - | - | ------- | ----- | ------ |
| 1.  | Bayer 05 Uerdingen | 6   | 3 | 1 | 2 | 007:600 | +1    | 07:50  |
| 2.  | Pirin Blagoewgrad  | 6   | 2 | 2 | 2 | 006:400 | +2    | 06:60  |
| 3.  | Östers IF          | 6   | 1 | 4 | 1 | 006:500 | +1    | 06:60  |
| 4.  | SK Sturm Graz      | 6   | 2 | 1 | 3 | 005:900 | −4    | 05:70  |

|                    | Deutschland | Bulgarien | Schweden | Osterreich |
| ------------------ | ----------- | --------- | -------- | ---------- |
| Bayer 05 Uerdingen |             | 1:0       | 2:1      | 3:1        |
| Pirin Blagoewgrad  | 2:0         |           | 1:1      | 2:0        |
| Östers IF          | 1:1         | 0:0       |          | 2:0        |
| SK Sturm Graz      | 1:0         | 2:1       | 1:1      |            |

### Gruppe 8
| Pl. | Verein              | Sp. | S | U | N | Tore    | Diff. | Punkte |
| --- | ------------------- | --- | - | - | - | ------- | ----- | ------ |
| 1.  | DAC Dunajská Streda | 4   | 3 | 0 | 1 | 010:300 | +7    | 06:20  |
| 2.  | Rapid Bukarest      | 4   | 2 | 0 | 2 | 003:900 | −6    | 04:40  |
| 3.  | Botew Plowdiw       | 4   | 1 | 0 | 3 | 008:900 | −1    | 02:60  |

|                     | Tschechoslowakei | Rumänien | Bulgarien |
| ------------------- | ---------------- | -------- | --------- |
| DAC Dunajská Streda |                  | 3:0      | 4:1       |
| Rapid Bukarest      | 1:0              |          | 2:1       |
| Botew Plowdiw       | 1:3              | 5:0      |           |

### Gruppe 9
| Pl. | Verein             | Sp. | S | U | N | Tore    | Diff. | Punkte |
| --- | ------------------ | --- | - | - | - | ------- | ----- | ------ |
| 1.  | FC Swarovski Tirol | 4   | 3 | 0 | 1 | 011:400 | +7    | 06:20  |
| 2.  | FC Lugano          | 4   | 2 | 0 | 2 | 007:600 | +1    | 04:40  |
| 3.  | Sportul Studențesc | 4   | 1 | 0 | 3 | 004:120 | −8    | 02:60  |

|                    | Osterreich | Schweiz | Rumänien |
| ------------------ | ---------- | ------- | -------- |
| FC Swarovski Tirol |            | 2:1     | 6:0      |
| FC Lugano          | 2:1        |         | 4:1      |
| Sportul Studențesc | 1:2        | 2:0     |          |

Der  FK Budućnost Podgorica zog sich während des Turniers zurück.

### Gruppe 10
| Pl. | Verein              | Sp. | S | U | N | Tore    | Diff. | Punkte |
| --- | ------------------- | --- | - | - | - | ------- | ----- | ------ |
| 1.  | Örebro SK           | 6   | 5 | 1 | 0 | 011:400 | +7    | 11:10  |
| 2.  | 1. FC Saarbrücken   | 6   | 3 | 2 | 1 | 023:100 | +13   | 08:40  |
| 3.  | Maccabi Haifa       | 6   | 2 | 0 | 4 | 006:170 | −11   | 04:80  |
| 4.  | Hapoel Petach Tikwa | 6   | 0 | 1 | 5 | 008:170 | −9    | 01:11  |

|                     | Schweden | Deutschland | Israel | Israel |
| ------------------- | -------- | ----------- | ------ | ------ |
| Örebro SK           |          | 2:2         | 1:0    | 1:0    |
| 1. FC Saarbrücken   | 1:2      |             | 5:1    | 7:3    |
| Maccabi Haifa       | 0:3      | 0:6         |        | 2:0    |
| Hapoel Petach Tikwa | 1:2      | 2:2         | 2:3    |        |

## Intertoto-Cup Sieger 1991
- Neuchâtel Xamax
- Lausanne-Sports
- SV Austria Salzburg
- FK Dukla Banská Bystrica
- Boldklubben 1903
- Grasshopper Club Zürich
- Bayer 05 Uerdingen
- DAC Dunajská Streda
- FC Swarovski Tirol
- Örebro SK